# Hong Kong Open 1991
Die Hong Kong Open 1991 waren eines der Top-10-Turniere des Jahres im Badminton in Asien. Sie fanden im Queen Elizabeth Stadium in Wan Chai vom 13. bis 17. November statt. Das Preisgeld betrug 60.000 US-Dollar, was dem Turnier zu einem Drei-Sterne-Status im Grand Prix verhalf. 

## Sieger und Platzierte
| Disziplin    | Gold                         | Silber                        | Bronze                    |
| ------------ | ---------------------------- | ----------------------------- | ------------------------- |
| Herreneinzel | Liu Jun                      | Wu Wenkai                     | Hermawan Susanto          |
| Herreneinzel | Liu Jun                      | Wu Wenkai                     | Ardy Wiranata             |
| Dameneinzel  | Huang Hua                    | Tang Jiuhong                  | Lee Heung-soon            |
| Dameneinzel  | Huang Hua                    | Tang Jiuhong                  | Helen Troke               |
| Herrendoppel | Lee Sang-bok Shon Jin-hwan   | Huang Zhanzhong Zheng Yumin   | Imay Hendra Bagus Setiadi |
| Herrendoppel | Lee Sang-bok Shon Jin-hwan   | Huang Zhanzhong Zheng Yumin   | Li Yongbo Tian Bingyi     |
| Damendoppel  | Gil Young-ah Hwang Hye-young | Chung Myung-hee Shim Eun-jung | Guan Weizhen Nong Qunhua  |
| Damendoppel  | Gil Young-ah Hwang Hye-young | Chung Myung-hee Shim Eun-jung | Lin Yanfen Yao Fen        |
| Mixed        | Lee Sang-bok Shim Eun-jung   | Shon Jin-hwan Gil Young-ah    | Liu Jianjun Wang Xiaoyuan |
| Mixed        | Lee Sang-bok Shim Eun-jung   | Shon Jin-hwan Gil Young-ah    | Lin Liwen Zheng Baojun    |

## Finalergebnisse
| Disziplin    | Sieger                       | Finalist                      | Ergebnis          |
| ------------ | ---------------------------- | ----------------------------- | ----------------- |
| Herreneinzel | Liu Jun                      | Wu Wenkai                     | 15-10, 15-10      |
| Dameneinzel  | Huang Hua                    | Tang Jiuhong                  | 12-10, 9-12, 12-9 |
| Herrendoppel | Lee Sang-bok Shon Jin-hwan   | Huang Zhanzhong Zheng Yumin   | 7-15, 15-8, 15-11 |
| Damendoppel  | Hwang Hye-young Gil Young-ah | Shim Eun-jung Chung Myung-hee | 15-10, 15-4       |
| Mixed        | Lee Sang-bok Shim Eun-jung   | Shon Jin-hwan Gil Young-ah    | 17-15, 15-1       |